# جواو باتيستا دا سيلفا
جواو باتيستا دا سيلفا (بالبرتغالية: João Batista da Silva) (مواليد 8 مارس 1955) هو لاعب كرة قدم. يلعب مع منتخب البرازيل لكرة القدم. سبق له أن لعب في كأس العالم لكرة القدم مع منتخب بلاده.

## روابط خارجية
- جواو باتيستا دا سيلفا على موقع الاتحاد الدولي (مؤرشف)  (الإنجليزية)
- جواو باتيستا دا سيلفا على موقع قاعدة بيانات كرة القدم.إي يو (الإنجليزية)
- جواو باتيستا دا سيلفا على موقع ليكيب (الفرنسية)
- جواو باتيستا دا سيلفا على موقع ناشيونال فوتبول تيمز (الإنجليزية)
- جواو باتيستا دا سيلفا على موقع اللجنة الأولمبية الدولية (الإنجليزية)
- جواو باتيستا دا سيلفا على موقع أوليمبيديا (الإنجليزية)